# Saint-André-de-la-Marche
Saint-André-de-la-Marche är en kommun i departementet Maine-et-Loire i regionen Pays de la Loire i nordvästra Frankrike. Kommunen ligger i kantonen Montfaucon-Montigné som tillhör arrondissementet Cholet. År 2018 hade Saint-André-de-la-Marche 2 936 invånare.

## Befolkningsutveckling
Antalet invånare i kommunen Saint-André-de-la-Marche
| Referens: INSEE |